# Први глас Србије (2. сезона)
Друга сезона музичког такмичења Први глас Србије почела је 9. септембра 2012.
Жири у другој сезони чине Владо Георгиев, Саша Милошевић Маре и Александра Радовић због одсуства Лене Ковачевић.
Што се тиче гледаности, друга сезона је премашила прву сезону како због броја гледалаца, тако и због веће популарности такмичара а и саме емисије у медијима и на друштвеним мрежама.
Победница друге сезоне је проглашена 20. јануара, а то је Мирна Радуловић.
Заједно са другопласираном Невеном Божовић и трећепласираном Саром Јовановић, она је наступила у првом полуфиналу Евровизије 2013. али нажалост оне нису прошле у финале такмичења.

## Аудиције
Аудиције су биле одржане у Београду. Број пријављених кандидата био је већи од 5000. Број пријављених такмичара је премашио број из прошле сезоне.
Правила из прве сезоне се нису мењала. Сви пријављени такмичари су излазили пред жири и представљали се са по две песме, једном забавном и једном народном. Сваки такмичар је морао да има макар два позитивна гласа од стране трочланог жирија за даљи пролазак у радионице.

## Радионице и дуели
На радионицама се број учесника драстично смањио, него што је био на почетку. Кроз разна елиминасања, крајњи број учесника у радионицама био је 24, сваки ментор је имао по 8 ученика.
Викенд дуели су прошли као у првој сезони, али је било 12 дуела. У дуелима су се такмичари борили један против другог кроз једну песму. На крају извођења песме њихов ментор (члан жирија) је одлучио који такмичар одлази, а који пролази у финале
| Ментор              | Први дуелиста       | Други дуелиста      | Песма                      | Победник дуела      |
| ------------------- | ------------------- | ------------------- | -------------------------- | ------------------- |
| Владо Георгиев      | Маја Миловановић    | Никола Планка       | You're the one that I want | Никола Планка       |
| Александра Радовић  | Иван Петровић       | Жарко Шинковић      | Једина                     | Иван Петровић       |
| Саша Милошевић Маре | Сашка Јанковић      | Драгана Цветковић   | Мито бекријо               | Сашка Јанковић      |
| Владо Георгиев      | Катарина Гардијан   | Јована Живковић     | Бивши драги                | Јована Живковић     |
| Александра Радовић  | Јелена Вукојевић    | Снежана Вушовић     | Turn me on                 | Снежана Вушовић     |
| Саша Милошевић Маре | Ивана Бојановић     | Борис Петровић      | Јабуке и вино              | Борис Петровић      |
| Владо Георгиев      | Анђела Стојадиновић | Весна Павловић      | Додирни ми колена          | Весна Павловић      |
| Александра Радовић  | Саша Димитријевић   | Сара Јовановић      | Domino                     | Сара Јовановић      |
| Саша Милошевић Маре | Марко Рибић         | Дејан Крстовић Меда | Миљацка                    | Дејан Крстовић Меда |
| Владо Георгиев      | Јелена Поткоњак     | Зоран Станић        | Time of my life            | Зоран Станић        |
| Александра Радовић  | Мирна Радуловић     | Невена Божовић      | Hurt                       | ОБЕ                 |
| Саша Милошевић Маре | Јелена Влаховић     | Сања Димитријевић   | Empire State of Mind       | Сања Димитријевић   |

## Финалне вечери

### Правила такмичења
Сваки кандидат се у финалној вечери представи са песмом (када их остане мање представљају се са 2 песме) певајући уживо. После сваке изведбе, жири коментарише њихов наступ. Гледаоци гласају, а на крају вечери се објави двоје кандидата који имају најмањи број гласова публике. Они одлазе у дуел и у дуелу се представљају са још по једном песмом, по свом избору. После тога жири одлучује који кандидат остаје, а који одлази. Када остане само 3 кандидата, они одлазе у суперфинале где искључиво публика својим гласовима бира победника.
У овој сезони, једино одступање од правила јесте било то што су епизоду пред суперфинале напустила два кандидата, како би се шоу брже привео крају.

### Теме финалних вечери
Свако финално вече има своју тему, тј. песме се изводе на неку заједничку тему, као и у прошлој сезони.
| Финално вече         | Тема финалне вечери                                  |
| -------------------- | ---------------------------------------------------- |
| Суперфинале          | Песме по избору жирија и кандидата, песмом до победе |
| Девето финално вече  | Хитови данашњице и хитови великана                   |
| Осмо финално вече    | Песме по избору публике                              |
| Седмо финално вече   | Вече филмске музике                                  |
| Шесто финално вече   | Ко преживи, певаће - Поводом „смака света"           |
| Пето финално вече    | Секси вече                                           |
| Четврто финално вече | Песме најдражима                                     |
| Треће финално вече   | Ово је земља за нас                                  |
| Друго финално вече   | Време за журку                                       |
| Прво финално вече    | Ово сам ја                                           |

## Крајњи пласмани кандидата
Сви пласмани кандидата су наведени у табели.
| Пласман (освојено место) | Име и презиме такмичара |
| ------------------------ | ----------------------- |
| ПОБЕДНИК                 | Мирна Радуловић         |
| Друго место              | Невена Божовић          |
| Треће место              | Сара Јовановић          |
| Четврто место            | Зоран Станић            |
| Пето место               | Борис Петровић          |
| Шесто место              | Сања Димитријевић       |
| Седмо место              | Иван Петровић           |
| Осмо место               | Сашка Јанковић          |
| Девето место             | Снежана Вушовић         |
| Десето место             | Никола Планка           |
| Једанаесто место         | Јована Живковић         |
| Дванаесто место          | Весна Павловић          |
| Тринаесто место          | Дејан Крстовић Меда     |